# Tyranówka klifowa
Tyranówka klifowa, murówka (Hirundinea ferruginea) – gatunek małego ptaka z rodziny tyrankowatych (Tyrannidae). Jedyny przedstawiciel rodzaju Hirundinea. Występuje w Ameryce Południowej.

## Podgatunki i zasięg występowania
Wyróżnia się następujące podgatunki:
- H. f. ferruginea (J. F. Gmelin, 1788) – tyranówka klifowa[4] – wschodnia Kolumbia, północno-zachodnia Brazylia, południowo-wschodnia Wenezuela, południowo-zachodnia Gujana oraz Gujana Francuska
- H. f. sclateri Reinhardt, 1870 – zachodnia Wenezuela, Kolumbia do południowo-wschodniego Peru
- H. f. bellicosa (Vieillot, 1819) – tyranówka rdzaworzytna[4] – południowa i wschodnia Brazylia, wschodni Paragwaj, północno-wschodnia Argentyna i Urugwaj
- H. f. pallidior Hartert & Goodson, 1917 – północna i wschodnia Boliwia, zachodni Paragwaj i północno-zachodnia Argentyna

Podgatunki bellicosa i pallidior są niekiedy wydzielane do odrębnego gatunku o nazwie Hirundinea bellicosa (tyranówka rdzaworzytna). Takie ujęcie systematyczne stosuje np. Międzynarodowa Unia Ochrony Przyrody (IUCN).

## Morfologia
Długość ciała wynosi 16–18,5 cm, masa ciała 21 g. Skrzydło mierzy 11,4 cm, ogon 8,1 cm. Podgatunek sclateri odróżniają czerwonawe promyki ogona w okolicach stosiny, zaś podgatunek bellicosa rdzawy kuper. Opis dotyczy podgatunku nominatywnego. Głowa i wierzch ciała w kolorze okopconego brązu. Policzki białawe. Lotki II rzędu posiadają wyraźne rdzawe obrzeżenia, przy złożonym skrzydle zlewające się w jedną plamę. Gardło, boki szyi, pierś i spód ciała aż do pokryw podogonowych jasnopomarańczowe. Sterówki u nasady rdzawe. Dziób niemal czarny, tęczówki brązowe do czarnych. Nogi szare. Nie występuje dymorfizm płciowy.

## Habitat
Środowisko życia stanowią klify, skaliste wąwozy, miejsca, gdzie stworzono w skale tunel na drogę (ang. roadcut), oraz budynki. Spotykana na wysokości do 3900 m n.p.m. w Boliwii, w Andach od 900 do 2000 m n.p.m.

## Zachowanie
Żeruje w parach lub grupach rodzinnych. Pożywienie stanowią owady łapane z czatowni, którą może być skała lub wystające ze szczeliny skalnej drzewo; po złapaniu ofiary niekoniecznie wraca na tę samą gałąź. W terenach miejskich przebywa także na drutach elektrycznych i budynkach. Łapiąc owada, murówka jest bardzo energiczna.

## Lęgi
W trakcie zalotów eksponuje rudą barwę na ogonie i lotkach, prawdopodobnie również podobnie do innych tyrankowatych „klaszcze” skrzydłami. Osobniki młode znajdywane były w Boliwii w grudniu, natomiast gniazda w Argentynie obserwowano w listopadzie. Zwykle gniazduje na skałach lub w szczelinie, niekiedy również na budynkach lub mostach. Budowa gniazda rozpoczyna się od ułożenia okręgu z kamyczków, by zapewnić mu stabilność. Skończone gniazdo ma kubeczkowaty kształt i zbudowane jest z traw i innych części roślinnych. W lęgu dwa białe jaja pokryte rdzawymi plamkami. Inkubacja trwa 14 dni, wysiaduje jedynie samica. Młode są w pełni opierzone po 15 dniach od wyklucia. Oba ptaki z pary karmią pisklęta owadami; jeżeli lęgowi zagraża drapieżnik, odwodzą go od gniazda.

## Status
IUCN od 2016 roku dzieli ten takson na dwa gatunki: Hirundinea ferruginea i Hirundinea bellicosa; oba zalicza do kategorii najmniejszej troski (LC, Least Concern). Przed podziałem taksonomicznym gatunek opisywany był jako dość pospolity, ale rozmieszczony plamowo, zaś trend liczebności populacji uznawano za prawdopodobnie wzrastający, gdyż gatunek poszerzał swój zasięg, zasiedlając środowisko stworzone przez człowieka.